# Chrzczony (Maków)
Pour les articles homonymes, voir Chrzczony.
Chrzczony (prononciation : [ˈxʂt͡ʂɔnɨ]) est un village polonais de la gmina de Rzewnie dans le powiat de Maków de la voïvodie de Mazovie dans le centre-est de la Pologne.

## Histoire
De 1975 à 1998, le village appartenait administrativement à la voïvodie d'Ostrołęka.